# Sokratis Dioudis
Sokratis Dioudis (griechisch Σωκράτης Διούδης, * 3. Februar 1993 in Thessaloniki, Griechenland) ist ein griechischer Fußballspieler und agiert auf der Position des Torwarts. Er steht seit 2023 beim polnischen Erstligisten Zagłębie Lubin unter Vertrag.

## Karriere

### Verein
Dioudis begann seine Karriere 2011 beim griechischen Traditionsverein Aris Thessaloniki, wo er in der Saison 2011/12 hinter Nationalspieler Michalis Sifakis und Markos Vellidis jedoch zu keinem Pflichtspieleinsatz kam. Nachdem er sich in der Folgesaison als Stammtorhüter etablierte, wechselte Dioudis im Juli 2014 zum FC Brügge. In Belgien kam Dioudis weder in der Meisterschaft noch im Pokal zum Einsatz, so dass er bereits nach einer Saison den Verein verließ und auf Leihbasis zu Panionios Athen wechselte. Zuvor konnte er mit dem belgischen Pokalsieg 2015 den ersten Profititel seiner Karriere verbuchen.
Nach Auslaufen seines Vertrags bei Brügge kehrte Dioudis 2016 zu Aris Thessaloniki zurück, wo er einen Dreijahresvertrag unterzeichnete. Im Sommer 2017 wechselte er zu Panathinaikos Athen, wo er hinter Odisseas Vlachodimos die Position des Ersatztorhüters erhielt und auf lediglich acht Pflichtspieleinsätze kam. Seit der Saison 2017/18 ist Dioudis Stammtorhüter bei Panathinaikos.

### Nationalmannschaft
Dioudis durchlief alle Nachwuchsnationalmannschaften Griechenlands. Seinen bedeutendsten Erfolg hatte er 2012, als er bei der U-19-Europameisterschaft als Stammspieler das Finale erreichte, dort jedoch knapp mit 0:1 gegen Spanien unterlag. Am 7. Oktober 2020 debütierte Dioudis im Rahmen einer 1:2 Freundschaftsspielniederlage gegen Österreich in der Herrennationalmannschaft.

## Erfolge
- Belgischer Pokalsieger: 2015
- Griechischer Pokalsieger: 2022
- U-19-Vizeeuropameister: 2012